# امپراتریس کی
امپراتوربانو کی یا سونگ نیانگ که در امپراتوری یوآن به نام اولجی‌خاتون خوانده می‌شد (کره‌ای: 기황후; ۱۳۱۵–۱۳۶۹/۷۰) آخرین ملکه دودمان یوآن (دودمان مغولی چین) و نایب‌السلطنهٔ امپراتوری یوآن بود.

## زندگی‌نامه
او در به وجود آمدن یوان شمالی نقش وسیعی داشت. تا اوایل قرن ۱۹ میلادی طبقه زندگی کره به ۱۴ رده تقسیم می‌شد، که خاندان سلطنتی در صدر آن بودند. در آن دوران امپراطوران کره مجبور بودند، هر سه سال یک بار تعدای از زنان زیبا رو، خواجه، طلا، و نقره را به یوان به عنوان خراج بدهند. که کی هم از همین زنان بود که دستگیر شده و همراه کاروان خراج به یوان برده شد.
او در سال ۱۳۳۳ درست در زمان تاج گذاری امپراتور هوایزنگ (طغون تیمور) به یوان وارد شد او که در زیبایی، شعر، رقص نظیر نداشت تصمیم گرفت تا تمام تلاش خود را برای محبوب‌ترین صیغه شدن بکند. اما از آنجا که امپراتور یوان هنوز نوجوان بود. و کی هم همین‌طور او مدتی را در قصر داخلی گذراند. اما سر انجام در سال ۱۳۳۵ رابطه امپراتور و او شروع شد و امپراتور چنان مجزوب کی شد ک حسادت امپراتریس تاناشیری را برانگیخت.
با اعدام تاناشیری در همان سال کی توانست از دست او راحت شود او که روی امپراتور نفوذ زیادی داشت خواست تا امپراتریس شود اما خان‌های مغول وامپراتریس بیوه مخالفت کردند. برای این موضوع کی تا سال ۱۳۳۹ به عنوان لیدی کی خوانده می‌شد.
در سال ۱۳۳۹ شاهزاده ایوشیریدا (بیتون خوان) متولد شد ودر همین سال پسر امپراتریس مخلوق تاناشیری و امپراتور به خاطر سرخک مرد. این یک فرصت عالی برای لیدی کی بود که بتواند پسرش را ولعیهد کند این کار هم به راحتی انجام شد. پس از این ماجرا لیدی کی که روی امپراتور نفوذ زیادی داشت بسیار مورد احترام مقامات یوان قرار گرفت و راه برای اعمال نفوذ او در دربار باز شد. کی در سال ۱۳۴۵ میلادی بعد از اعدام امپراتریس بایان توانست به عنوان امپراتریس برسد.
پس از این کار کی با سرنگونی باتوی بایان و امپراتریس بیوه‌هایی توانست خود را دراس امور قرار بدهد و از آنجایی که امپراتور علاقه ای به سلطنت نداشت کی توانست با اقتدار و قدرت فوق‌العاده ای ب یوان حکومت کند و پایه‌های امپراتوری یوان را تحت کنترل بگیرد. از طرف دیگر بعد از این اتفاق برادر امپراتریس کی دوکسون کی چول در گوریو قدرت را به دست گرفت البته خواهرش قدرت او را کنترل می‌کرد.
در سال ۱۳۵۱ امپراتریس کی که رسماً در یوان حکومت می‌کرد گونگ مین را پادشاه گوریو کرد و بعد از ازدواج با پرنسس یوان نگوک او را به گوریو فرستاد. در همان سال به خاطر طوغویان رود زرد و بیماری‌های واگیردار، شورش سختی علیه امپراتریس کی به وقوع پیوست، اگرچه این شورش توسط سربازان امپراتریس کی سرنگون شد، اما بعد از این شورش انجمن‌های شورشی و خرابکاری زیادی در یوان درست شد و در طی سال‌های زیادی شورش به خاطر نبود ارتش ملی ضعف مالی و شورش‌های خان‌ها یوان رو به زوال بود. از طرفی در گوریو هم گونگ مین برادر امپراتریس کی و خاندان کی را سرنگون کرد، البته کی یک سپاه مغولی را به آنجا فرستاد، اما سپاه شکست خورد.
در طی سال ۱۳۵۱تا ۱۳۶۸ کی تلاش کرد یوان را نجات بدهد اما به خاطر شورش خان‌هایی مثل توگه تیمور یوان از دست رفت و شورش‌ها و انجمن‌هایی که منتظر بودند تهاجمات گسترده‌ای را علیه امپراتریس کی و امپراتور آغاز کردند و در چند جنگ سپاه یوان را شکست دادند.
سرانجام با پیروزی شورشیان مینگ در ۱۳۶۸، امپراتریس کی تسلیم آن‌ها شد و با مرگ طغون تیمور، او به بیابان‌های شمال چین فرار کرد و با تلاش پسرش را به سلطنت رساند و به مقام امپراتریس مادر و امپراتریس بزرگ و نایب‌السلطنه رسید و در همان سال ۱۳۷۰ درگذشت از امپراتریس کی به عنوان یکی از برجسته‌ترین زنان دنیا یاد شده است.